# Moartea cu melon
Moartea cu melon (1982) (titlu original Portrait du diable en chapeau melon) este un roman fantastique al scriitorului francez Serge Brussolo.

## Cadrul acțiunii
Pământul este lovit de un val de radiații cosmice care face animalele grădinilor zoologice să adopte un comportament ciudat și produce permutări moleculare în organismele unor femeie și a animalelor lor de casă. Astfel, după o gestație de doar două luni, aceste femei dau naștere unor animale, în timp ce câinii și pisicile lor nasc ființe umane.
În încercarea de a mușamaliza evenimentele, forțele guvernamentale ucid toate animalele născute de femei și pretind că bebelușii născuți de animale au decedat, ridicând un cimitir în care îngroapă o serie de jucării de pluș. Copiii vor fi închiși într-o grădiniță construită pe perimetrul unei foste pușcării, întreaga zonă fiind înconjurată cu un gaz otrăvitor, menit să țină curioșii la distanță.
În grădiniță, copiii cresc și devin adulți, dar sunt menținuți la stadiul mental al bebelușilor cu ajutorul unui drog care se găsește în mâncare, în apă și în laptele din sânii guvernantelor gigantice - nimic altceva decât niște mașinării menite să îi supravegheze și să-i îndemne să ducă o viață de copii, păstrându-i ascultători cu povești de groază, dintre care cea mai înspăimântătoare este cea despre Cacouna, diavolul cu melon care pândește în întuneric.

## Intriga
Sirio, îngrijitor la o grădină zoologică, asistă la comportamentul straniu al animalelor determinat de valul de radiații cosmice. Șocat de măcelărirea animalelor - menită să mușamalizeze cazul - el demisionează, cumpără camioneta unui păpușar ambulant și, alături de soția și fiul său, pornește prin lume pentru a descifra misterul evenimentelor. Timp de trei decenii, el adună bucăți de informații pe care le pune cap la cap. Astfel, reușește să afle despre copiii ținuți prizonieri în grădinița de la Funnyway.
Aceștia duc o viață fără griji, cel puțin atâta vreme cât consumă drogul care le aduce creierul la stadiul de bebeluș. Accidental, unii dintre ei petrec o perioadă mai lungă fără a se hrăni și, stfel, efectele drogului dispar. În acele momente, ei devin conștienți de vârsta lor adultă și de aspectele implicate de acest stadiu al vieții (inclusiv viața sexuală), descoperind și o serie de obiecte interzise (cărți, alcool, etc.) pe teritoriul fostei pușcării. Însă, odată ce foamea devine prea puternică, ei sunt nevoiți să mănânce și atunci cad din nou sub efectele drogului.
Nath este unul dintre cei care reușesc să reziste o perioadă îndelungată fără drog, iar asta i-a permis să învețe o sumedenie de lucruri din cărțile descoperite. Când vede mașina lui Sirio venită să dea o reprezentație de marionete în Funnyway, reușește să ia legătura cu el în ciuda precauțiilor guvernantelor-robot. Sirio îl informează despre realitatea situației în care se află foștii copii și încearcă să îl ajute să provoace o răzmeriță, furnizându-i pastile care să-i astâmpere senzația de foame.
Încercarea lui Nath de a trezi alte persoane la realitate se termină cu un eșec. Oamenii nu reușesc să pună la punct o strategie coerentă și sunt prinși de guvernante, care îi pedepsesc. Deși reușește să se ascundă multă vreme, Nath cade și el în cele din urmă în mâinile guvernantelor. Singura care scapă este o femeie, Patricia, care își dă seama că a rămas însărcinat cu Nath și este dispusă să facă orice pentru a-șl salva copilul.
Ea se retrage pe teritoriul vechii pușcării, unde naște un copil ciudat, care crește extrem de repede. Tot aici, Patricia îl întâlnește și pe diavolul Cacouna, care se dovedește a fi nimic altceva decât un robot de deratizare cu numele Tycoon A. În timp, Patricia nu mai rezistă dorinței de a reveni la frumusețea vieții de copil și se întoarce alături de Nath și de ceilalți. Copilul ei crește singur și înțelege că a devenit purtătorul ADN-ului speciilor animale aparținând unei civilizații extraterestre distruse, ai cărei spori au sosit odată cu valul de radiație cosmică.
Găsindu-l pe Sirio, ținut captiv de guvernante, el distruge orașul și evadează în lume, unde - cu ajutorul capacității sale permutare moleculară - readuce la viață genele animalelor care îi formează trupul.

## Lista personajelor
- Sirio - fost îngrijitor la o grădină zoologică, devenit păpușar ambulant în încercarea de a găsi grădinița-pușcărie Funnyway, în care sunt ținuți copiii născuți în perioada valului de radiații cosmice
- Maria - soția lui Sirio, o femeie deranjată de căutările acestuia, care - alături de pierderea celor doi copii - o vor aduce în pragul nebuniei
- Nath - tânăr din Funnyway care reușește să reziste suficient de multă vreme fără drog pentru a învăța despre lumea de afară și a lua legătura cu Sirio
- Patricia - iubita lui Nath, rămâne însărcinată cu acesta și aduce pe lume copilul menit să ducă la bun sfârșit planul extraterestru
- Andy - copilul celor doi, o adevărată Arcă a civilizației extraterestre dispărute, are misiunea de a se sacrifica pentru a aduce la viață pe Pământ fauna și flora extraterestră
- Nellie - tânără din Funnyway, a cărei pasiune pentru pictură o determină să țină posturi negre prelungite pentru a sta departe de influența drogului
- Cacouna - diavolul cu melon care apare în poveștile guvernantelor pentru a-i speria pe tinerii transformați în copii și care se dovedește a fi doar un deratizator atomic numit Tycoon A folosit în vechea pușcărie și a cărui nume a cunoscut o transliterare de-a lungul timpului

## Opinii critice
Monique Gehler de la  Les Nouvelles littéraires descrie romanul ca "înfricoșător, deranjant și nejustificat de frumos", în timp ce Michel Le Bris de la Le Nouvel Observateur apreciază că "Serge Brussolo s-a (...) impus, prin puterea viziunii sa, ca revelație a acestui ultim deceniu", iar Jean-Pierre Andrevon scrie în numărul 336 din Fiction că "[Brussolo] ar trebui să înceapă să scrie cu adevărat pentru copii - fără cenzură, evident". La rândul său, Jean-Louis Trudel reamrcă faptul că "Brussolo arde granițele dintre natural și artificial, organic și anorganic, animal și uman", apreciind "că există ceva profund străin minții americane, dar mult mai puțin straniu pentru europeni, în respingerea tehnologiei într-un cadru științific fictiv".